# Karl Beggrov
Karl Petrovitch Beggrov (en russe : Карл Петрович Беггров), né Karl-Joachim Beggrov à Riga le 15 février 1799 (26 février dans le calendrier grégorien) et mort à Saint-Pétersbourg le 13 février 1875 (25 février dans le calendrier grégorien), est un peintre, aquarelliste et lithographe sujet de l'Empire russe, d'origine allemande.

## Biographie
Karl Petrovitch Beggrov étudie de 1818 à 1821 à l'Académie de Saint-Pétersbourg des Arts chez Maxim Vorobiev
Il publie le recueil de lithographies Vues de Saint-Pétersbourg et de la région environnante.
Il peint les portraits des tsars Alexandre Ier et Nicolas Ier.
Karl Petrovitch Beggrov est le père de l'artiste ambulant Alexander Beggrov (en).

## Galerie

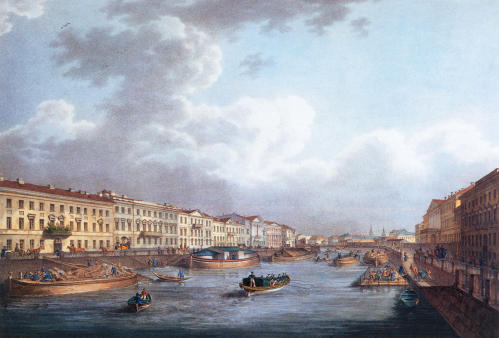
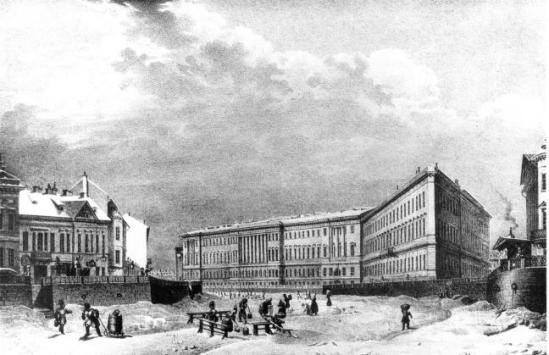
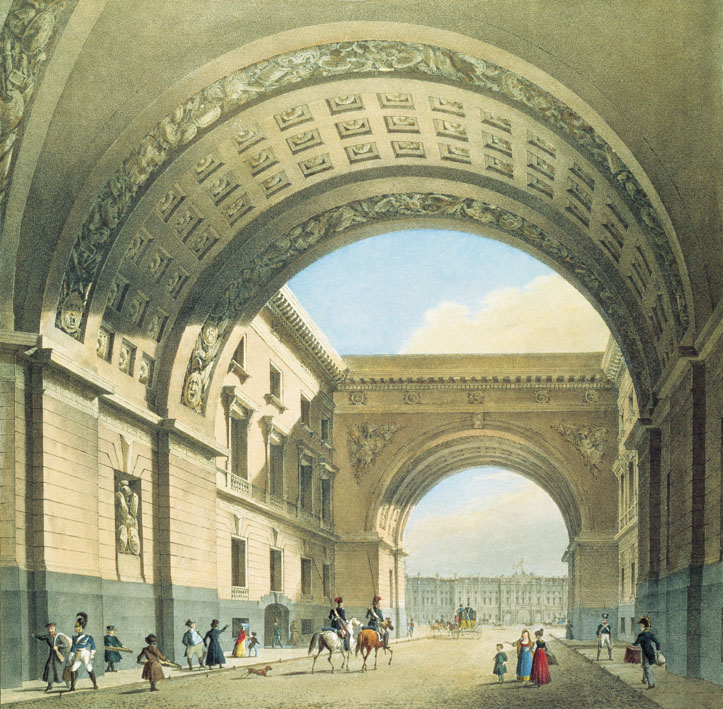
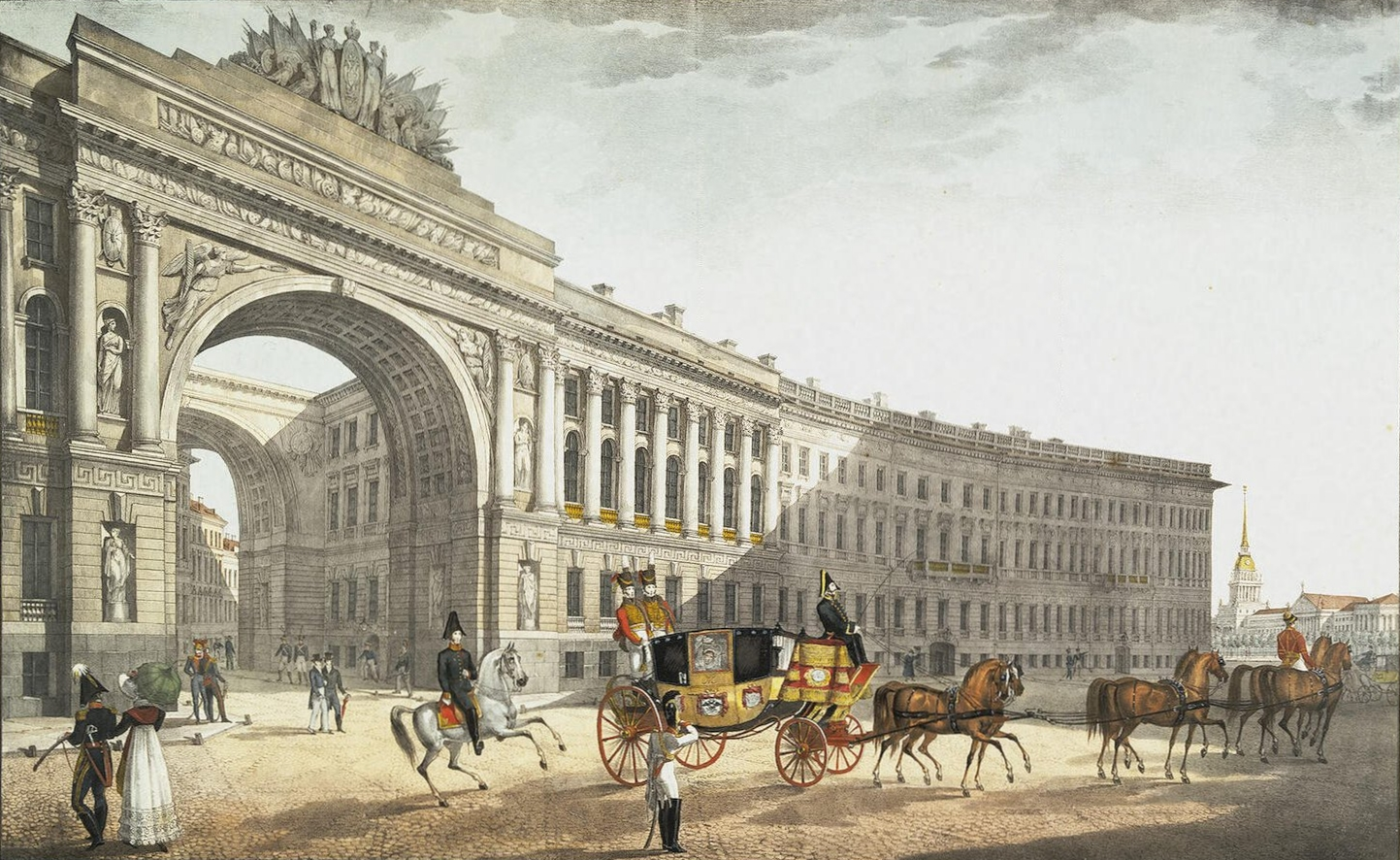
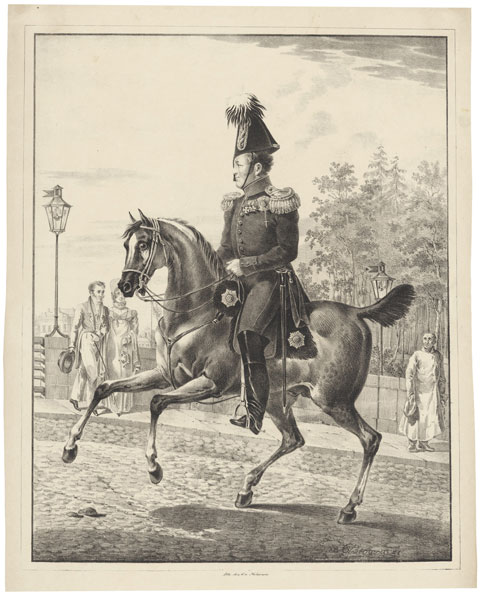